# 아이라정 (아이라군)
아이라 정(일본어: 姶良町)은 일본 가고시마현 중부에 있던 아이라군의 정이다. 현내의 정촌 중에서 가장 인구가 많은 정이며 규슈의 정촌 중에서는 후쿠오카현 지쿠시 군 나카가와 정에 이어 2번째에 인구가 많았다. 2010년 3월 23일에 같은 아이라 군의 가모 정·가지키 정과 합병해 아이라시가 성립했다.

## 지리
남북으로 긴 형태를 하고 있고 남쪽으로 가고시마 만에 접하고 있다. 남부는 벳푸 강이나 오모이가와 강에 의해서 형성된 아이라 평야가 펼쳐져 있는데 반해, 북부는 호쿠사쓰 화산군에게 둘러싸인 산이 많은 지형이다. 최고봉은 기리시마시와의 경계에 있는 에보시다케(702.9 m)이고 대개 동쪽의 기리시마 시와의 경계, 서쪽의 사쓰마센다이시와의 경계에 산이 늘어서 있고 그 사이로 벳푸 강의 지류가 남쪽으로 흐르고 있다. 또 옛 가모 정, 가고시마시쪽으로부터 해발 100m정도의 대지가 정 중앙부에서 서쪽까지 뻗어있다. 가고시마 시와의 경계에는 500m전후의 무레가오카 연산이 있다. 무레가오카 연산의 해안측은 험난한 벼랑이고 절벽 아래로 국도 10호선, JR 닛포 본선이 지나며 가고시마 시와 연결되어 있다.
가고시마 시에 인접하고 있어 최근에는 가고시마 시의 베드타운으로서 발전하고 있다. 남부의 평야에 있는 국도·역의 주변이 개발되고 주택지가 펼쳐지는 한편으로, 북부의 산간지대는 1988년에 기타야마 중학교가 폐교가 되는 등 과소화가 진행되고 있어 같은 정내에서 차이가 크다. 산간부와 평야부의 중간의 벳푸 강 중류에는 논지대가 펼쳐져 있다.

### 인접한 자치체
- 가고시마시
- 사쓰마센다이시
- 기리시마시
- 아이라 군 가지키 정·가모 정

## 역사
- 1889년 4월 1일 - 정촌제 시행으로 아이라군 조사촌・시게토미촌・야마다촌이 성립하였다.
- 1942년 4월 1일 - 고사촌이 정으로 승격해 고사정이 되었다.
- 1955년 1월 1일 - 조사정·시게토미촌·야마다촌의 1정 2촌의 대등 합병으로 아이라정이 탄생했다.
- 2010년 3월 23일 - 가모정, 가지키정과 합병해 아이라시가 성립하였다.

## 경제
전통적인 농림 수산업은 점차 쇠퇴하고 있다. 베드타운이기 때문에 공업의 진출은 별로 없지만, 거주자 전용 상업 시설이 남부 평야를 중심으로 존재한다.

## 교통

### 철도
- 규슈 여객철도 닛포 본선

### 도로
- 규슈 자동차도
- 국도 10호선

## 참고 문헌
- 角川日本地名大辞典編纂委員会,『角川日本地名大辞典 鹿児島県』1983, 角川書店